# Râul Dorobanțu
Râul Dorobanțu este un curs de apă, afluent al râului Țibrin. 

## Hărți
- Harta Județului Constanța